# Neoregelia nevaresii
Neoregelia nevaresii är en gräsväxtart som beskrevs av Elton Martinez Carvalho Leme och Hans Edmund Luther. Neoregelia nevaresii ingår i släktet Neoregelia och familjen Bromeliaceae. Inga underarter finns listade i Catalogue of Life.